# AV PEC 1910
Atletiek Vereniging Prins Hendrik Ende Desespereert Nimmer Combinatie 1910 (AV PEC 1910) is een Nederlandse atletiekvereniging uit Zwolle. De vereniging is officieel lid van de Atletiekunie en is ondergebracht in de regio IJsseldelta. De club kent ongeveer 800 leden. Het tenue bestaat uit een groen-wit gestreept shirt en een witte broek.

## Geschiedenis
AV PEC 1910 werd opgericht op 12 juni 1910 als een voetbal- en atletiekvereniging. Beide verenigingen kregen de naam PEC mee. In 1974 ging de atletiekvereniging zelfstandig verder, nadat de voetbaltak Zwolle als extra titel mee kreeg.

## Bekende (oud-)leden
- Jan Britstra
- Marian Freriks
- Raymond Heerenveen
- Femke Hollander
- Wim Peters
- Marc van der Worp